# انجاز
انجاز (إنجاز به معنی دستیابی) یک شتر تک کوهانه ماده، اولین شتر شبیه‌سازی شده جهان است. این شتر در تاریخ ۸ آوریل ۲۰۰۹ به دنیا آمد و در تاریخ ۱۴ آوریل ۲۰۰۹، در دوبی شبیه سازی آن اعلام شد. پس از تولد انجاز، نمونه DNA آن در آزمایشگاه ژنتیک و بیولوژی مولکولی در دوبی آزمایش و با سلول حای تخمک اولیه مطابقت داده شد و ثابت شد که انجاز شبیه‌سازی شده شتر اصلی بود.